# Steniselma
Steniselma là một chi bọ cánh cứng trong họ Meloidae.
Chi này được miêu tả khoa học năm 1942 bởi Borchmann.

## Các loài
Các loài trong chi này gồm:
- Steniselma brunnea Borchmann, 1942
- Steniselma carpanetoi Bologna, 1990